# Therese Crawford
Therese Michelle Crawford (Kalamazoo, 26 agosto 1976) è un'ex pallavolista statunitense.
Giocava nel ruolo di schiacciatrice.

## Carriera
La carriera di There Crawford inizia nel 1994, tra le file della squadra della sua università, la University of Hawaii at Manoa. Terminata l'università nel 1997, resta inattiva fino al 2000, quando viene ingaggiata dalla Pallavolo Reggio Emilia per la stagione 2000-01, iniziando così la carriera da professionista. Terminato il campionato italiano, viene convocata per la prima volta in nazionale, vincendo la medaglia d'oro al World Grand Prix e al campionato nordamericano. Nella stagione successiva viene ingaggiata dal Volley Modena, con cui vince la Coppa Italia e la Coppa CEV. Nella stagione 2002-03 gioca per lo Jogging Volley Altamura. Nell'estate del 2003 vince la medaglia d'oro alla Coppa panamericana, la medaglia di bronzo ai XIV Giochi panamericani e la medaglia d'oro al campionato nordamericano.
Gioca poi per due stagioni nell'Hitachi Sawa Rivale, squadra della V.Premier League giapponese. Nell'estate del 2005 torna a giocare in nazionale, vincendo la terza medaglia d'oro consecutiva al campionato nordamericano e la medaglia d'argento alla Grand Champions Cup. Nella stagione 2005-06 gioca nella Roma Pallavolo, squadra della Serie A2 italiana. Nelle due stagioni successive va a giocare per la prima volta nella Superliga russa per il Kazanočka e nella Voleybolun 1.Ligi turca per il Fenerbahçe Spor Kulübü. Nel 2008 gioca per l'Indias de Mayagüez, nella Liga superior portoricana.
Nel 2009 si dedica esclusivamente alla nazionale statunitense, con cui disputa la sua ultima stagione. Viene poi ingaggiata nel corso della stagione 2009-10 dal Volleyballclub Voléro Zürich, con cui vince il campionato svizzero e la Coppa di Svizzera. Terminata la stagione, si ritira dalla pallavolo giocata.

## Palmarès

### Club
- Coppa Italia: 1

2001-02
- Campionato svizzero: 1

2009-10
- Coppa di Svizzera: 1

2009-10
- Coppa CEV: 1

2001-02

### Nazionale (competizioni minori)
- Coppa panamericana 2003
- Giochi panamericani 2003